# Engel & Völkers
Die Engel & Völkers Holding GmbH (kurz Engel & Völkers oder E&V) ist ein auf Immobilien spezialisiertes, international tätiges Dienstleistungsunternehmen und Franchisegeber. Das Unternehmen hat seinen Hauptgeschäftssitz in Hamburg und ist in 35 Ländern mit eigenen und selbstständigen Maklern präsent.
Seit 2021 ist das britische Private-Equity-Unternehmen Permira Ltd. mit 60 Prozent Hauptanteilseigner.

## Geschichte

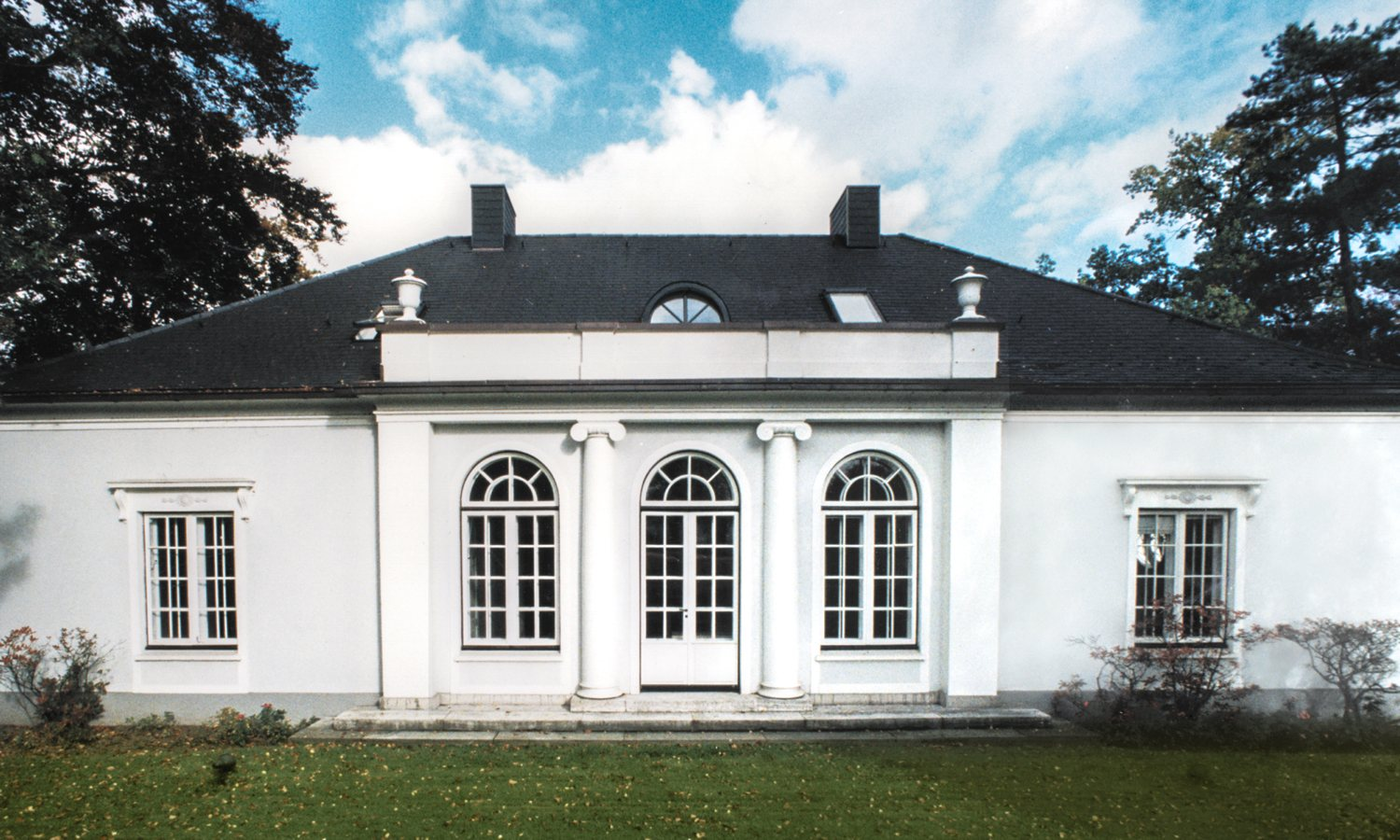
Das erste gemeinsame Büro von Engel & Völkers, eine Villa in der Elbchaussee und Signet des Firmenlogos

### Gründung und Aufbau
1977 machte sich Dirk Engel als Immobilienmakler in Hamburg selbstständig. Er nutzte die exklusive Partnerschaft mit dem US-amerikanischen Maklerunternehmen Sotheby’s International Realty, um sein Geschäft aufzubauen. 1981 stieg Christian Völkers als geschäftsführender Gesellschafter in das Unternehmen ein. Dirk Engel und Christian Völkers waren seit ihrer Jugend befreundet. Nach Engels Tod im Jahr 1986 übernahm Völkers die Anteile seines Partners und führte die Engel & Cie. unter dem Namen Engel & Völkers fort. Außerdem erweiterte er das Portfolio neben Wohnimmobilien um Gewerbeimmobilien und gründete den „Grund Genug Verlag“, in dem das GG Magazin erscheint. Es beschäftigt sich mit Themen aus Architektur, Lifestyle, Design, Reisen, Yachting und Immobilien. Außerdem wurde die Aus- und Weiterbildung von Immobilienmaklern professionalisiert.

### Öffnung des Geschäftsmodells
Im Jahr 1990 eröffnete Engel & Völkers den ersten Standort außerhalb Deutschlands in Palma de Mallorca. Als entscheidend für das Wachstum erwies sich die Öffnung des eigenen Geschäftsmodells für Dritte. Selbstständige Makler konnten fortan als Lizenzpartner unter der Marke „Engel & Völkers“ tätig werden. Im Vorfeld der Einführung des Franchise-Systems im Jahr 1998 wurde der gesamte Außenauftritt der Shops von Engel & Völkers 1995 standardisiert.
Die Entwicklung von Engel & Völkers geht auf das gemeinsame Immobilienbüro von Dirk Engel und Christian Völkers zurück. Letzterer öffnete das Geschäftsmodell für Franchisenehmer und machte das Unternehmen so zu einer globalen Marke.
Dirk Engel und Christian Völkers hatten ihr erstes gemeinsames Büro in einer Villa an der Hamburger Elbchaussee 414, deren Fassade bis heute Bestandteil des Unternehmens-Logos ist. Nach Stationen am Mittelweg und an der Stadthausbrücke befindet sich seit 2018 die Firmenzentrale in der westlichen Hamburger Hafencity auf einem Areal mit zusätzlicher Wohnungsbebauung, dessen Bauherr Engel & Völkers war. Der Entwurf des Gebäudes stammt von dem Architekten Richard Meier.

### Gesellschafter Neuordnung und Unternehmensführung
Bis Ende 2021 waren Christian und sein Bruder Thomas Völkers sowie weitere Mitglieder der Familie und des Managements die größten Anteilseigner des Unternehmens und kontrollierten über 50 % der Anteile. Unter den Aktionären befanden sich die Beteiligungsgesellschaft Nordmark und das Versorgungswerk der Zahnärztekammer Berlin.
Im Sommer 2020 übernahm der bisherige Vorstandsvorsitzende von Engel & Völkers, Christian Völkers, den Aufsichtsrat des Unternehmens und sein bereits ab 2014 Co-CEO Sven Odia wurde Vorstandschef. Im August 2021 wurde bekannt, dass der britische Finanzinvestor Permira für 400 Mio. Euro 60 Prozent der Anteile von den bisherigen Gesellschaftern übernimmt. Zum 6. Dezember 2021 wurde die bis dahin geführte Aktiengesellschaft in eine GmbH gewandelt. In der neuen Firmenkonstellation wurde Völkers Vorsitzender des Beirats, dem sowohl Jörg Rockenhäuser, der Geschäftsführende Partner D-A-CH von Permira und der Permira-Principal David Brückmann angehören. Seit 1. November 2023 ist Jawed Barna neuer CEO des Unternehmens. Sven Odia schied aus der Geschäftsführung aus und wurde President.

### Internationalisierung und Diversifizierung
Ab 1999 firmierte Engel & Völkers als Aktiengesellschaft. Das Unternehmen wollte „als erster deutscher Immobilienmakler“ an die Börse gehen, verschob dieses Vorhaben nach dem Platzen der Dotcom-Blase aber auf unbestimmte Zeit. Stattdessen setzte man auf die Internationalisierung des Geschäfts und eröffnete im Jahr 2001 das erste Büro außerhalb Europas in Südafrika. Es folgten weitere Länder, darunter die USA mit Abschluss eines Masterlizenzvertrags in 2006. Größere öffentliche Aufmerksamkeit erfuhr die Eröffnung eines eigenen Büros in New York City im Jahr 2014. Die internationale Präsenz wurde später durch Aktivitäten in Frankreich, Italien und Spanien ergänzt.
Ende der 2000er-Jahre expandierte Engel & Völkers vom Premium- in das Luxus-Segment. Der neue Geschäftsbereich Private Office richtete sich an überdurchschnittlich vermögende Privat- und Geschäftskunden. Außerdem stieg das Unternehmen in die Vermittlung von Yachten ein. Dieses Angebot wird mittlerweile um weitere Angebote, wie die Polo-Schule des Unternehmens ergänzt. Diese betreibt Engel & Völkers seit 2014 in Kooperation mit dem Autohersteller Land Rover. Polo-Kurse finden in Hamburg, Frankfurt am Main und München sowie auf Mallorca und in Argentinien statt.
2012 überschritt Engel & Völkers erstmals die Marke von 500 Standorten weltweit. Um die Präsenz in Fokusmärkten, wie Madrid, Rom und Paris weiter auszubauen, wurden dort eigene Büros aufgebaut. Engel & Völkers bezeichnet diese als sogenannte Market Center.

### Erschließung neuer Geschäftsfelder
Ab 2017 wurden neue Geschäftsfelder durch Gründung von Unternehmen zur Vermittlung von Immobilienfinanzierungen erschlossen und das Portfolio erweitert durch Angebote auf einer Crowdinvesting-Plattform für Immobilien. Auch im Teilverkauf von Immobilien („Liquid Home“) ist das Unternehmen mittlerweile über ein Lizenzunternehmen aktiv.
2020 verzeichnete Engel & Völkers ein 14%iges Umsatzwachstum, Während der globalen COVID-19-Pandemie hielt die Nachfrage nach hochwertigen Immobilien an, wobei virtuelle Besichtigungen zunahmen.

### Börsengang 2022
Am 3. Mai 2022 startete Engel & Völkers unter dem Kürzel ENGL und dem Firmennamen EV Digital Invest AG mit einem Grundkapital von 4.450.000 Euro und einem endgültigen Angebotspreis von 14,00 Euro je Aktie einen Börsengang.

## Geschäftsmodell

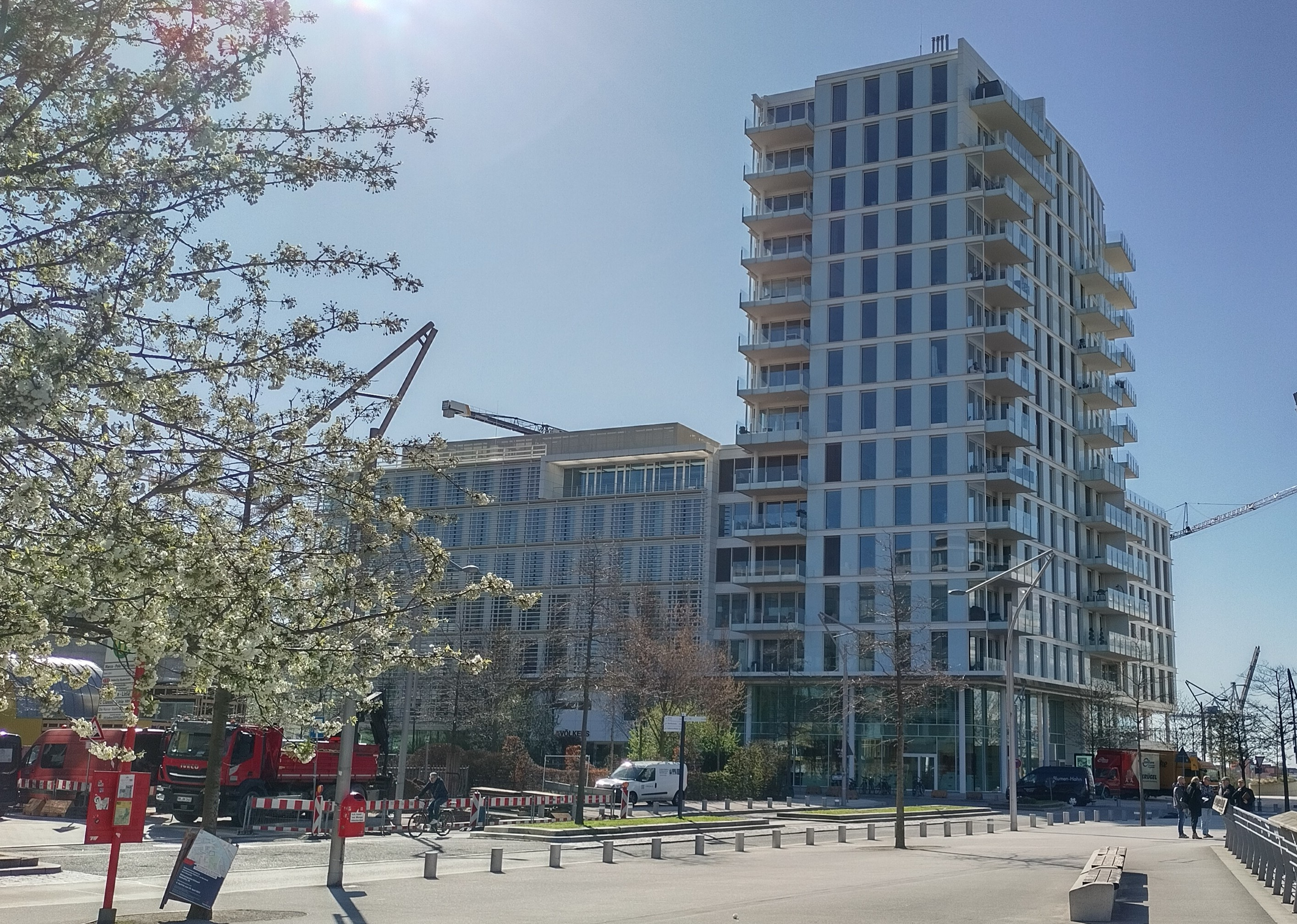
Engel & Völkers Zentrale in der Hamburger HafenCity (2023)

### Wohn- und Gewerbeimmobilien
Den Kern des Geschäftsmodells von Engel & Völkers bildet nach wie vor die Vermittlung von Wohn- und Gewerbeimmobilien. Hierfür vergibt das Unternehmen Lizenz- und Markenrechte an Dritte. Dabei handelt es sich um selbstständige Immobilienmakler, die ihr Geschäft vollkommen eigenverantwortlich führen, aber im operativen Geschäft von Engel & Völkers unterstützt werden. Darüber hinaus betreibt Engel & Völkers eigene Market Center an international relevanten Standorten.
Die Kernmärkte befinden sich in Deutschland, Österreich und der Schweiz sowie in Frankreich, Italien und Spanien. Auch Nordamerika hat sich zu einem weiteren starken Markt entwickelt. Nach eigenen Angaben ist Engel & Völkers heute mit rund 13.000 Personen an mehr als 800 Standorten in über 30 Ländern weltweit präsent.

### Projektentwicklung und -finanzierung
Engel & Völkers ist neben dem Kerngeschäft in der Projektentwicklung in Deutschland und Spanien aktiv. Das Unternehmen verfolgt einen Full-Service-Ansatz, übernimmt also alle wesentlichen Aufgaben von der Konzeption über die Projektierung bis hin zur Vermarktung von Objekten. Ferner werden Projektentwickler und Bestandshalter bei der Organisation und Bereitstellung von Finanzierungslösungen unterstützt.

## Verurteilung
Im Jahr 2000 übernahm Engel & Völkers die Blumenauer Holding in Frankfurt am Main. Im Zuge des darauf folgenden Bankrotts der Blumenauer Holding wurde Vorstandschef Christian Völkers im Januar 2008 vom Landgericht Frankfurt am Main wegen Beihilfe zur Untreue zu einer Geldstrafe von 390.000 Euro (260 Tagessätze à 1.500 Euro) verurteilt. Weil Christian Völkers angab, den Betrag nicht in einer Summe bezahlen zu können, wurde einer Ratenzahlung in 13 monatlichen Raten à 30.000 Euro zugestimmt. Zwei weitere Mitglieder der Unternehmensleitung erhielten 1 Jahr und 9 Monate bzw. 1 Jahr Freiheitsstrafe zur Bewährung.

## Durchsuchungen
Am 10. Dezember 2024 führte der deutsche Zoll an mehreren Standorten von Engel & Völkers eine Razzia durch und vollstreckte dabei 18 Durchsuchungsbeschlüsse wegen des Verdachts der Scheinselbstständigkeit. Im März 2025 wurde bekannt, dass nicht nur einzelne Filialen und Franchisenehmer, sondern der gesamte Konzern von den Ermittlungen der Staatsanwaltschaft wegen Sozialleistungsbetrugs betroffen sind. Anfang April stellte die Staatsanwaltschaft Bielefeld die Ermittlungen gegen den Konzern ein, da sich der Anfangsverdacht nicht bestätigt hatte.

## Kritik
Ein Kapitalanleger investierte zum Zeitpunkt des erheblichen Aufschwungs des Immobilienmarktes in Dubai in das Bauprojekt White Bay, das ihm ein Mitarbeiter eines Lizenzpartners von Engel & Völkers vermittelt hatte. Infolge der schweren Finanzkrise im Herbst 2008 brach der gesamte Markt in Dubai ein. Der Ausfall zahlreicher Banken bei den anstehenden Finanzierungen führte dazu, dass auch das Projekt White Bay illiquide und schließlich insolvent wurde.
Ähnliche Kritik gibt es im Zusammenhang mit dem Forest Lake Country Club in Kanada, welches durch E+V Resorts in Deutschland vertrieben wurde. Auch für dieses Investment, bei dem einige Hundert Investoren einen Komplettverlust erlitten haben, lehnt Engel & Völkers jede Verantwortung ab. Darüber gibt es mittlerweile eine kritische Berichterstattung u. a. im ZDF oder im Handelsblatt.
Eine Dokumentation des ARD Magazins PlusMinus zeigt, wie Immobilienmakler von Engel & Völkers in Reinbek das Gesetz der Provisionsteilung umgehen, indem sie dem Verkäufer einer Immobilie nach Abschluss des Verkaufs eine rechtswidrige Rückerstattung anbieten. Während der Käufer bei Engel & Völkers die gesamte Provision entrichten muss, erhält der Verkäufer einen Großteil seines Anteils zurück. Die Rechtswidrigkeit bestätigt ein Notar und Dozent der Universität Würzburg in der Dokumentation.